# L'Assassin au gant de velours
Pour plus de détails, voir Fiche technique et Distribution.
L'Assassin au gant de velours (Kid Glove Killer) est un film policier américain réalisé par Fred Zinnemann, sorti le 12 mars 1942 aux États-Unis et inédit en France. 
Il s'agit du premier long métrage de fiction réalisé par Fred Zinnemann.  

## Synopsis
Un expert chimiste dans la police enquête sur le meurtre d'un maire. 

## Fiche technique
- Titre original : Kid Glove Killer
- Titre français : L'Assassin au gant de velours
- Réalisation : Fred Zinnemann
- Scénario : Allen Rivkin et John C. Higgins, d'après une histoire originale de John C. Higgins
- Montage : Ralph E. Winters
- Photographie : Paul Vogel
- Direction artistique : Cedric Gibbons
- Musique : David Snell
- Société de production : Metro-Goldwyn-Mayer
- Distribution : Metro-Goldwyn-Mayer
- Pays de production :  États-Unis
- Langue : anglais
- Genre : film policier
- Format : Noir et blanc
- Dates de sortie :
  - États-Unis : 12 mars 1942, inédit en France
- Durée: 74 minutes

## Distribution
- Van Heflin : Gordon McKay
- Marsha Hunt : Jane Mitchell
- Lee Bowman : Gerald I. Ladimer
- Samuel S. Hinds : Le maire Daniels
- Cliff Clark : Le capitaine Lynch
- Eddie Quillan : Eddie Wright
- John Litel : Matty
- Catherine Lewis : Bessie Wright
- Nella Walker : Mrs. Daniels

Acteurs non crédités
- Ava Gardner : serveuse dans un drive-in
- Emmett Vogan : détective Novak

## Autour du film
Pour la première fois, le petit rôle confié à Ava Gardner comporte une ligne de texte. 